# Heinrich Günther von Thülemeyer

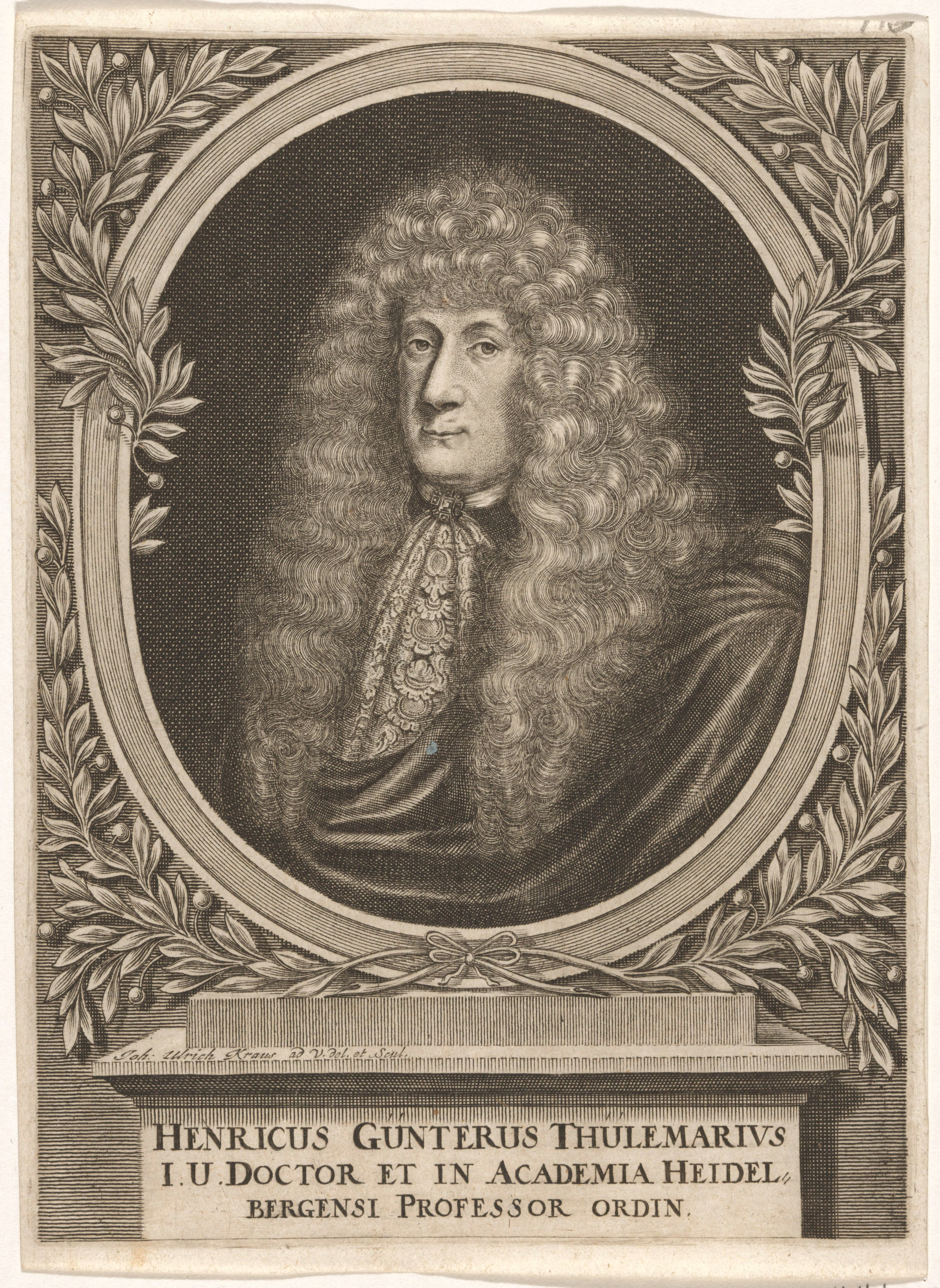
Heinrich Günther von Thülemeyer

Heinrich Günther von Thülemeyer (auch: Thulemar, Thulemeyer, Thulemeier, Thülemarius; * um 1654 in Horn, Fürstentum Lippe; † 9. September 1714 in Frankfurt am Main; 1698 geadelt) war ein deutscher Jurist, Historiker und Universalgelehrter.

## Leben
Thülemeyer entstammt einer einst im Fürstentum Lippe ansässigen Familie, die mit dem Horner Ratsherrn Gadecke Thulemeier um 1560 erstmals urkundlich erwähnt ist. Er ist der Sohn des Bremer Stadtphysicus Conrad Thulemeyer (1625–1683), Leibarzt am Hof des Landgrafen von Hessen-Kassel.
Er besuchte in Bremen das Gymnasium und studierte anschließend bei Johann Strauch II. an der Universität Jena. Im Jahr 1680 wurde er als Professor der Geschichte und Eloquenz an die Universität Heidelberg berufen. Wegen seiner juristischen Studien wurde er auch zum ao. Professor der Rechtswissenschaften und zum Rat am kurpfälzischen Ober-Hof- und Ehegericht bestellt.
Nach der (ersten) Zerstörung Heidelbergs durch die Franzosen im Pfälzischen Erbfolgekrieg (1688) siedelte Thülemeyer im Jahr 1689 in die Reichsstadt Frankfurt am Main um und machte dort eine glänzende Karriere. Kaiser Leopold I. ernannte ihn zum kaiserlichen Rat, der dänische König Christian V. zum königlich dänischen Rat, Herzog Johann Wilhelm von Sachsen-Eisenach zum Geheimrat, der Fürst Johann Franz Desideratus von Nassau-Siegen zum Regierungspräsidenten und die Äbtissin Charlotte Sophia von Kurland vom Herforder Stift zum Kanzler. Sie ernannte ihn am 29. Mai 1697 zum Residenten, nachdem der Stadtrat dies gefordert hatte.
Am 11. Dezember 1698 wurde er in Wien unter dem Namen Heinrich Günther Thulemar in den Reichsadelsstand erhoben mit der Namensmehrung von Bornthal.
Er war ab 1697 hessischer Reichstagsgesandter. Außerdem verfasste er staatsrechtliche Abhandlungen. Durch seine häufigen Reisen verbrauchte er allerdings nicht nur sein eigenes, sondern auch das Vermögen seiner Ehefrau, einer geborenen Schönmann aus Frankfurt. In seiner Not bemühte er sich um den Posten eines Reichshofrats oder Reichskammergerichtsbeisitzers, was ihm versagt wurde. So wandte sich Thülemeyer im Jahr 1713 in seiner Not an Marschall Claude-Louis-Hector de Villars, den Befehlshaber der französischen Rheinarmee, und bot den Franzosen an, in die Dienste von König Ludwig XIV. zu wechseln.
Für diesen Verrat – einer seiner Briefe an die Franzosen wurde abgefangen – warf man ihn ins Gefängnis und begründete dies, da die politisch motivierten Gründe nicht ausreichten, mit unbeglichenen Schulden und dem Verdacht auf Wechselfälschung. Sein Fluchtversuch am 11. November 1713 misslang. Mit Rücksicht auf sein Alter und seine Gebrechlichkeit verwandelte der Frankfurter Stadtrat die Haft in Hausarrest. Wenige Monate später starb Thülemeyer.

## Werke
Thülemeyer war ein Universalgelehrter, der Abhandlungen über staatsrechtliche Fragen ebenso leicht schrieb wie über deutsche, schweizerische, türkische und tatarische Verfassungsgeschichte. Er schrieb über die Familiengeschichte der Karolinger ebenso wie über die Entstehung des Hosenbandordens, über antike Statuen oder hebräische Münzen (De variis siclis et talentis hebraeorum ..., Erfurt 1676).
Er war Herausgeber juristischer Sammlungen und eines für einige Zeit maßgeblichen Werkes über die Goldenen Bulle.

### Auswahl
- Die Goldene Bulle, Erweiterter Nachdruck der Ausgabe Frankfurt 1697, Armin Wolf (Hg.), Akademische Druck- u. Verlagsanstalt, Graz 1978, ISBN 3-201-01064-2 bzw. ISBN 978-3-201-01064-1